# Hermann Höfle
Hermann Julius Hoefle o Höfle (Salzburgo, Austria; 19 de junio de 1911-20 de agosto de 1962) fue un SS Sturmbannführer (Mayor) delegado del General SS Odilo Globocnik en el programa de la Operación Reinhard.

## Participación en el Holocausto
Nació en Salzburgo, Austria, Höfle se unió al Partido Nazi el 1 de agosto de 1933, con el número de ficha 6.341.873 y a las SS con el número 307,469. Después de la invasión a Polonia, sirvió en el sur del recién formado Gobierno General. En noviembre de 1940, sirvió como Supervisor de un campo de concentración de judíos en Lublin. En diciembre de 1941, Hofle fue movilizado hacia Mogilew, en Rusia.

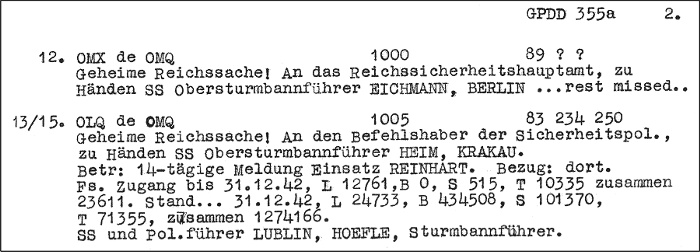
Telegrama de Herman Hoefle, el Comandante Delegado de la Operación Reinhard, listando el número de muertos en los campos de extermonio durante un período de 14 días en 1942.

Estuvo envuelto en las deportaciones de judíos a los campos de exterminio de Belzec, Sobibor y Treblinka. Vivió y trabajó en el Cuartel General de la Operación Reinhard, en las Barracas Julius Schreck, de la calle Ostland, en Lublin. Hofle interpretó un papel clave en la masacre conocida como "Festival Harvest", donde fueron asesinados prisioneros judíos de varios campos de trabajo en el Distrito de Lublin, a principios de noviembre de 1943; apróximadametne 42.000 judíos fueron asesinados en esta operación. Hofle se reencontró con Globocnik en Trieste, después de varias misiones en Holanda y Bélgica.

## Promociones en la SS
- SS Untersturmführer (Subteniente)el 12.2.1937
- SS Hauptsturmführer (Capitán) el 17.3.38
- SS Sturmbannführer (Mayor) el 21.7.42

## Después de la guerra
Después de la guerra, fue detenido por tropas británicas pero liberado por desconocimiento de sus actividades. Por un tiempo muy breve colaboró con la Organización Gehlen. Descubierto en Viena en 1961, fue encarcelado y se suicidó ahorcándose el 21 de agosto de 1962, justo antes de iniciarse su proceso.